# Louis Tomlinson
Louis William Tomlinson (født Louis Troy Austin, 24. december 1991) er en engelsk popsanger for boybandet One Direction, sangskriver og semi-professionel fodboldspiller, der i øjeblikket spiller i Doncaster Rovers i Football League One. D. 22. januar 2016 blev Louis far til sin søn Freddie Reign Tomlinson.
Tomlinson begyndte sin karriere som skuespiller i ITV dramaet Fat Friends. Derudover var han også med i en anden ITV dramafilm If I Had You og i BBC dramaet Waterloo Road. I 2010 blev han en medlemmerne af popbandet One Direction, der kom på en tredjeplads i 2010-versionen af X Factor i Storbritannien. I 2013 blev han fodboldspiller hos Doncaster Rovers på en ikke-kontrakt basis. 

## Opvækst
Tomlinson er fra Doncaster i South Yorkshire i England. Hans forældre er Johannah Poulston og Troy Austin. Hans forældre blev skilt, da han var lille, og han tog sin stedfar Mark Tomlinsons efternavn. Han har syv søskende: Charlotte "Lottie" (født 1998), Georgia (født 1999), Felicite "Fizzy" (født 2000), Daisy og Phoebe (født 2004) samt Doris og Ernest (født 2014). 
Mark og Jay blev skilt da Louis var med i X-Factor.

## Karriere
Louis startede som amatørskuespiller, og han har udtalt, at han altid har været interesseret i skuespil og drama. Hvis ikke han var blevet sanger, ville han have været dramalærer. 
Før han deltog i X-Factor, lagde han videoer ud på YouTube med sang. I 2010 var han til audition som solist på X-Factor og fik "ja" fra samtlige dommere. Han led dog samme skæbne som resten af bandet, da han fik at vide, at han ikke var god nok til at gå videre. Dog ville de have ham i en gruppe. En gruppe der blev kendt som One Direction
I 2013 blev han fodboldspiller hos Doncaster Rovers på en ikke-kontraktlig basis, for på den måde at udleve sin drøm om både at synge og at spille fodbold.[kilde mangler]